# Parta (Vršac)

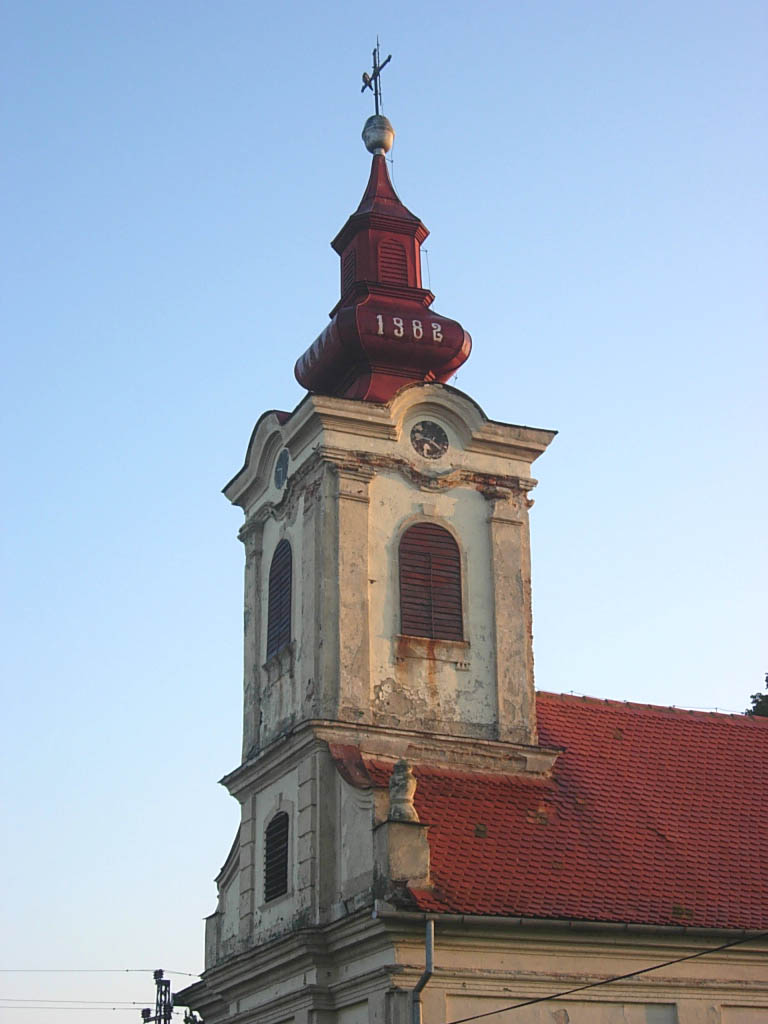
Die Serbisch-orthodoxe Kirche in Parta

Parta (kyrillisch: Парта) ist ein Dorf in Serbien. Parta liegt in der Gemeinde Vršac, im Bezirk  südlicher Banat (serbisch: Južno Banatski Okrug), in der nordserbischen Provinz Vojvodina. 
Parta liegt im Südosten der Pannonischen Tiefebene, 99 m über dem Meeresspiegel. Das Dorf besteht aus einer absoluten serbischen Mehrheit, vereinzelt leben aber auch wenige Rumänen in Parta. Im Jahr 2002 lebten in Parta 444 Einwohner, während es 1991 noch 518 Bewohner waren. Die Mehrheit der Bevölkerung von Parta ist Serbisch-orthodox.